# Arthur Hannequin
Arthur Hannequin, född 27 oktober 1856, död 5 juli 1905, var en fransk filosof.
Hannequin var påverkad av Kants filosofi men ännu starkare av Leibniz. Han fördes under en energisk uppgörelse med den härskande naturvetenskapliga atomteorin över till en spiritualistisk-dynamisk tolkning av tillvarons väsen, inte olik Bergsons. 
Bland hans skrifter märks Essai ciritque sur l'hypthèse des atomes dans la science contemporaine (1894, 2:a upplagan 1899), hans huvudarbete, och Études d'histoire des sciences et d'histoire de la philosophie (1908).